# Denis Forow
Denis Forow (* 3. Dezember 1984 in Schmerynka) ist ein armenischer Ringer, der auch schon für die Ukraine und für Russland startete. Er wurde 2005 Vize-Europameister im griechisch-römischen Stil im Mittelgewicht.

## Leben
Denis Forow begann seine internationale Ringerkarriere als 16-Jähriger im Jahre 2001. Er ringt seit 1994, und zwar ausschließlich im griechisch-römischen Stil, und wird von Wladimir Borissowitsch Ugruimagow trainiert. 2001 belegte er, für die Ukraine startend, bei der Junioren-Europameisterschaft (Cadets) in Izmir hinter Gennadi Gagischwili aus Georgien und Bernhard Mayr aus Deutschland den 3. Platz.
Bei der Junioren-Europameisterschaft 2002 in Subotica war er für Russland am Start und gewann dort im Weltergewicht den Titel des Europameisters. 2003 konnte er diesen Erfolg noch steigern, denn er wurde 2003 in Istanbul auch Junioren-Weltmeister im Mittelgewicht, wieder für Russland startend. In den entscheidenden Kämpfen besiegte er dabei Yanarbek Kenajew aus Kirgisistan und Balasz Kiss aus Ungarn.
Obwohl er also als Junior sehr erfolgreich war, gelang ihm der Übergang zu den Senioren nicht ganz reibungslos. Das lag aber vor allem daran, dass er in Russland in seiner Gewichtsklasse eine äußerst starke Konkurrenz hatte. Er sah in Russland keine Chance, seine internationale Karriere fortsetzen zu können, weil dort Weltmeister Alexei Mischin das Ringergeschehen beherrschte. Aus diesem Grunde entschied er sich, ab 2006 für Armenien an den Start zu gehen. Das ist also bereits das dritte Land, für das er in seiner noch jungen Karriere startet. Etwas unverständlich, dass der internationale Ringerverband (FILA) dies so einfach gestattet, denn auch ein ehrgeiziger junger Sportler sollte seine Nationalität nicht wie das Hemd wechseln können.
Bei der Europameisterschaft 2006 in Moskau gelang Denis Forow ein guter Start für Armenien, denn er wurde im Mittelgewicht Vize-Europameister. Er besiegte dabei mit Melonin Noumonvi aus Frankreich, Fritz Aanes aus Norwegen, Sandor Istvan Bardosi aus Ungarn und Bernhard Mayr vier sehr starke Ringer, ehe er im Finale gegen den Polen Artur Michalkiewicz nach Punkten unterlag.
Im Jahre 2007 lernte Denis Forow bei der Europameisterschaft in Sofia die Tücken des neuen Reglements der FILA zu seinen Ungunsten kennen, denn er unterlag bereits in seinem ersten Kampf gegen den Georgier Badri Chassaia nach hartem Kampf knapp nach Punkten. Beide Ringer erzielten in diesem Kampf zwei technische Punkte. Chassaia gewann aber mit 2:1 Rundengewinnen. Da er das Finale nicht erreichte, schied Forow aus und erreichte nur den 22. Platz. Nach dem alten Reglement hätte er mit einer Niederlage sogar noch Europameister werden können.
Bei der Weltmeisterschaft 2007 in Baku siegte er im Mittelgewicht über Vojtech Kukta aus Tschechien und Jonathan Rioux, Kanada, schied aber nach einer Niederlage gegen Zoltán Fodor, Ungarn, aus und belegte den 14. Platz. 2008 konnte er sich bei einem Turnier in Novi Sad mit einem 3. Platz hinter Schalwa Gabadadse, Aserbaidschan und Attila Bátky aus der Slowakei für die Olympischen Spiele in Peking qualifizieren. In Peking zeigte er gute Kämpfe. Er gewann dort im Mittelgewicht gegen den Japaner Shingo Matsumoto und den US-amerikanischen Vize-Weltmeister von 2007 Bradley Vering und unterlag im Viertelfinale gegen den vielfachen schwedischen Weltmeister Ara Abrahamian knapp nach Punkten (3:5 techn. Punkte u. 1:2 Runden). Dabei standen sich also ein für Armenien startender Russe und ein für Schweden startender Armenier gegenüber. Forow landete damit auf dem 7. Platz.

## Internationale Erfolge
(OS = Olympische Spiele, WM = Weltmeisterschaft, EM = Europameisterschaft, GR = griech.-röm. Stil, We = Weltergewicht, Mi = Mittelgewicht, bis 74 kg bzw. 84 kg Körpergewicht)
- 2001, 3. Platz (für die Ukraine startend), Junioren-EM (Cadets) in Izmir, GR, We, hinter Gennadi Gogischwili, Georgien u. Bernhard Mayr, Deutschland, vor Anton Swirski, Belarus u. Riza Dikmen, Türkei;
- 2002, 1. Platz, (für Russland startend), Junioren-EM in Subotica, GR, We, vor Akos Korica, Jugoslawien u. Dimitri Saporoschenko, Ukraine;
- 2003, 1. Platz, Junioren-WM in Istanbul, GR, Mi, mit Siegen über Ismo Pietiläinen, Finnland, Ali Akbar Akbari, Schweden, Stanislaw Wolotkevice, Litauen, Yanarbek Kenajew, Kirgisistan u. Balasz Kiss, Ungarn;
- 2005, 2. Platz, „Henri-Daglane-Challenge“ in Nizza, GR, Mi, hinter Warteres Samurgaschew, Russland, vor Andreas Schulze, Deutschland u. John Wechter, USA;
- 2006, 2. Platz (für Armenien startend), EM in Moskau, GR, Mi, mit Siegen über Melonin Noumonvi, Frankreich, Fritz Aanes, Norwegen, Sandor Istvan Bardosi, Ungarn u. Bernhard Mayr u. einer Niederlage gegen Artur Michalkiewicz, Polen;
- 2007, 2. Platz, Turnier in Mariupol, GR, Mi, hinter Ghasem Tahmasebi, Iran;
- 2007, 22. Platz, EM in Sofia, GR, Mi, nach einer Niederlage gegen Badri Chassaia, Georgien;
- 2007, 14. Platz, WM in Baku, GR, Mi, mit Siegen über Vojtech Kukta, Tschechien u. Jonathan Rioux, Kanada u. einer Niederlage gegen Zoltán Fodor, Ungarn;
- 2008, 3. Platz, Olympia-Qualif.-Turnier in Novi Sad, GR, Mi, hinter Schalwa Gabadadse, Aserbaidschan u. Attila Bátky, Slowakei;
- 2008, 7. Platz, OS in Peking, GR, Mi, mit Siegen über Shingo Matsumoto, Japan u. Bradley Vering, USA u. einer Niederlage gegen Ara Abrahamian, Schweden;